# Gatchaman Crowds
Pour la série télévisée japonaise d'origine, voir Kagaku ninja-tai Gatchaman.
Gatchaman Crowds (ガッチャマンクラウズ, Gatchaman Kurauzu), est une série d'animation japonaise produite par le studio Tatsunoko Production. C'est une adaptation de la série de Gatchaman de 1972. La diffusion a débuté le 12 juillet 2013 et s'est achevée le 27 septembre 2013 au Japon sur la chaîne Nippon TV. Une seconde saison intitulée Gatchaman Crowds insight est diffusée entre juillet et septembre 2015. La série est ensuite diffusée en streaming dans les pays francophones sur Crunchyroll.

## Synopsis
En l'année 2015, la population japonaise s'est de nouveau stabilisée grâce à un nouveau système, le GALAX, qui a permis une meilleure communication et entraide entre les gens après les terribles événements passés. Une jeune étudiante tête en l'air, Hajime Ichinose, va un jour faire la rencontre d'un extraterrestre nommé JJ qui lui donnera son NOTE, un journal de note représentant son âme.
Grâce à cette rencontre, elle va rejoindre le groupe des Gatchamans, des super-héros réunis par JJ qui ont comme devoir de protéger la Terre de bandits extraterrestres arrivés sur la planète, les MESS, avec qui il semble être impossible de communiquer. Cependant, Hajime Ichinose ne l'entend pas de cette oreille et va bousculer les habitudes des Gatchamans.

## Personnages
Hajime Ichinose (一ノ瀬 はじめ, Ichinose Hajime)
Sugane Tachibana (橘 清音, Tachibana Sugane)
Joe Hibiki (枇々木 丈, Hibiki Jō)
Berg Katz (ベルク・カッツェ, Beruku Kattse)
Rui Ninomiya (爾乃美家 累, Ninomiya Rui)
O.D.
Utsu-tsu (うつつ)
Paiman (パイマン)

## Anime
La production d'une nouvelle série Gatchaman est annoncée en avril 2013. Composée de douze épisodes, celle-ci est produite au sein du studio Tatsunoko Production avec une réalisation de Kenji Nakamura et un scénario de Toshiya Ono. Elle est diffusée initialement du 12 juillet au 27 septembre 2013 sur Nippon TV.
Une seconde saison est annoncée en octobre 2013. Également produite par le studio Tatsunoko Production, cette saison s'intitule Gatchaman Crowds insight. Elle est diffusée initialement à partir du 5 juillet 2015 sur Nippon TV.
Dans les pays francophones, la série est diffusée sur la plateforme Crunchyroll.

### Liste des épisodes

#### Saison 1
| No | Titre de l’épisode en français | Titre original de l’épisode | Date de 1re diffusion |
| -- | ------------------------------ | --------------------------- | --------------------- |
| 1  | Avant-garde                    | Avant-garde                 | 12 juillet 2013       |
| 2  | Asymétrie                      | Asymmetry                   | 19 juillet 2013       |
| 3  | Futurisme                      | Futurism                    | 26 juillet 2013       |
| 4  | Kitsch                         | Kitsch                      | 2 août 2013           |
| 5  | Collaboration                  | Collaboration               | 9 août 2013           |
| 6  | Originalité                    | Originality                 | 16 août 2013          |
| 7  | Abjection                      | Abjection                   | 23 août 2013          |
| 8  | Authenticité                   | Genuine                     | 30 août 2013          |
| 9  | Forge                          | Forgery                     | 6 septembre 2013      |
| 10 | Crowds                         | Crowds                      | 13 septembre 2013     |
| 11 | Ludique                        | Gamification                | 20 septembre 2013     |
| 12 | Collage                        | Collage                     | 27 septembre 2013     |

#### Saison 2
| No | Titre de l’épisode en français | Titre original de l’épisode | Date de 1re diffusion |
| -- | ------------------------------ | --------------------------- | --------------------- |
| 0  | Inbound                        | inbound                     | 20 juin 2015          |
| 1  | Contact point                  | contact point               | 5 juillet 2015        |
| 2  | Penetration                    | penetration                 | 12 juillet 2015       |
| 3  | Launch                         | launch                      | 19 juillet 2015       |
| 4  | 2:6:2                          | 2:6:2                       | 26 juillet 2015       |
| 5  | Halo Effect                    | halo effect                 | 2 août 2015           |
| 6  | Engagement                     | engagement                  | 9 août 2015           |
| 7  | En apparence                   | Outbound                    | 16 août 2015          |
| 8  | Cluster                        | cluster                     | 23 août 2015          |
| 9  | Opt-out                        | opt-out                     | 30 août 2015          |
| 10 | Seeds                          | seeds                       | 13 septembre 2015     |
| 11 | Trade-off                      | trade-off                   | 20 septembre 2015     |
| 12 | Insight                        | insight                     | 27 septembre 2015     |

### Génériques
| Générique | Épisodes        | Début   | Début     | Fin               | Fin                |
| Générique | Épisodes        | Titre   | Artiste   | Titre             | Artiste            |
| --------- | --------------- | ------- | --------- | ----------------- | ------------------ |
| 1         | 1–12 (Saison 1) | Crowds  | WHITE ASH | INNOCENT NOTE     | Maaya Uchida       |
| 2         | 1-12 (Saison 2) | Insight | WHITE ASH | 60 Oku no Tsubasa | ANGRY FROG REBIRTH |